# Let’s Go Brandon

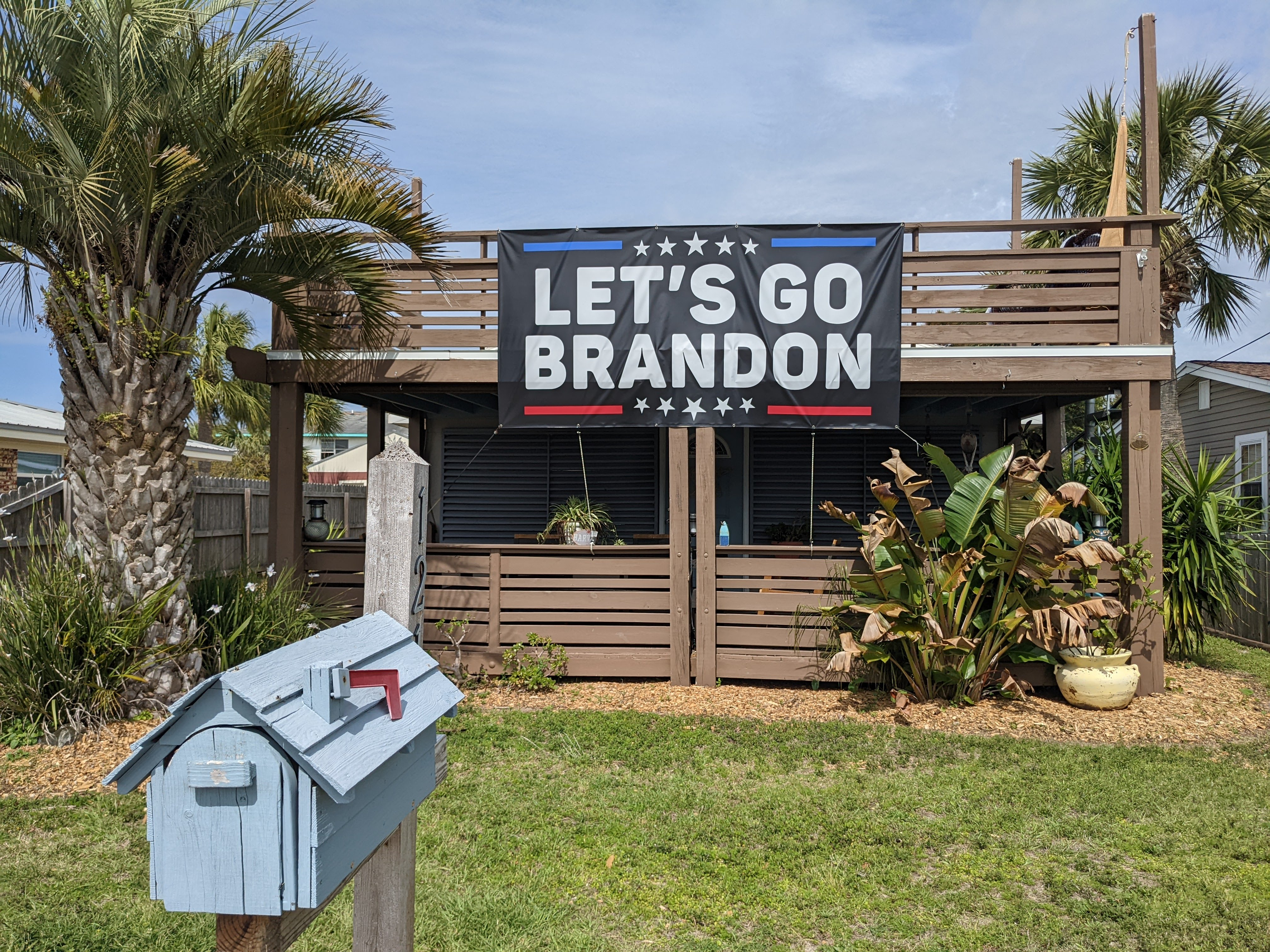
Ein „Let’s Go Brandon“-Schild auf einem Anwesen in Florida

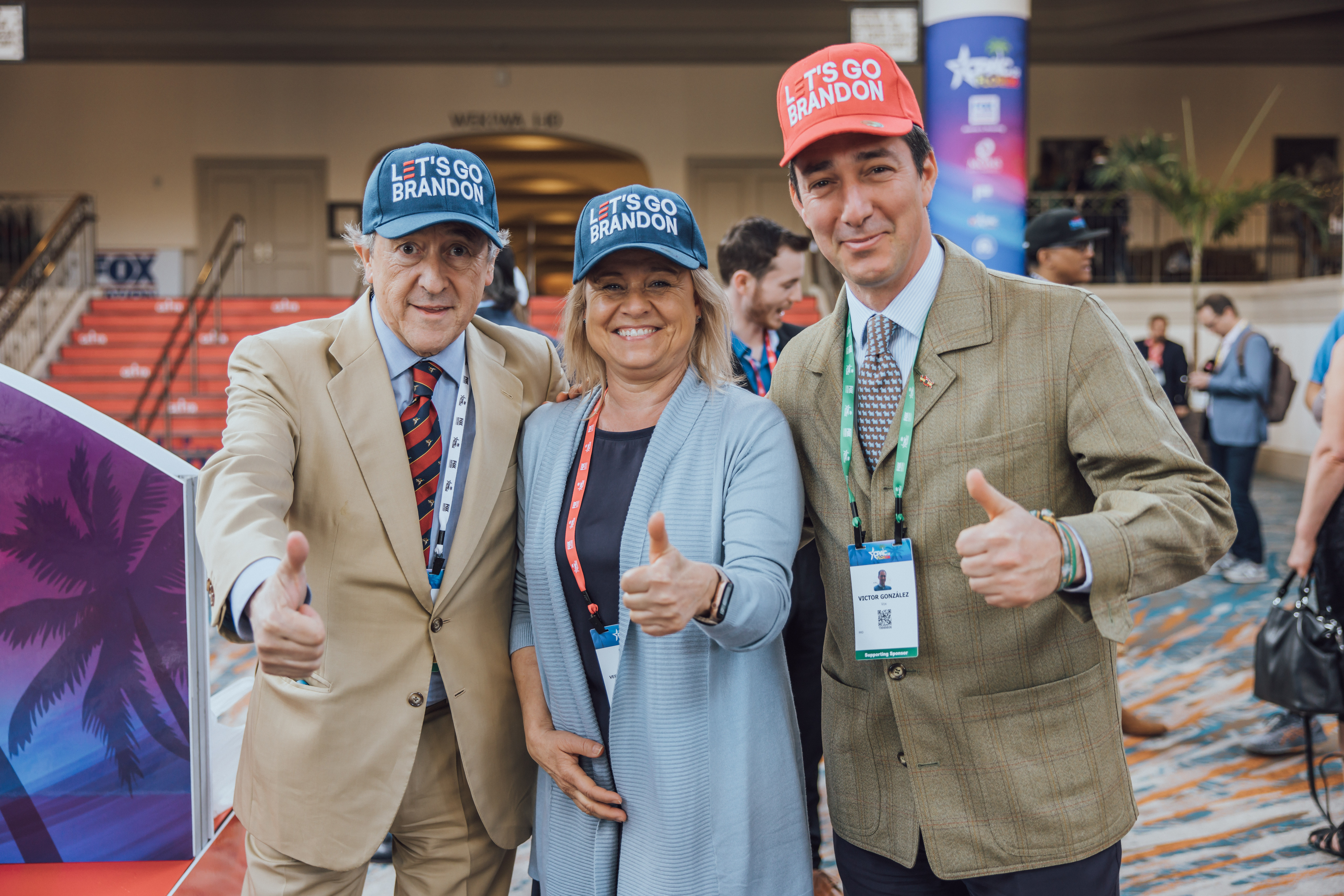
Besucher der Conservative Political Action Conference 2022 mit „Let’s Go Brandon“-Hüten

Let’s Go Brandon ist ein Euphemismus, der  von Gegnern des 46. US-Präsidenten Joe Biden als Alternative zum Schmähruf „Fuck Joe Biden!“ und politisches Schlagwort verwendet wird.

## Hintergrund
Seit Anfang September 2021 zum Start der College-Football-Saison 2021 war der Schlachtruf „Fuck Joe Biden“ in einigen Stadien zu hören. Außerdem konnten die Unmutsbekundungen im gleichen Monat beim Ryder Cup und einem Megadeth-Konzert vernommen werden. Im Oktober 2021 wurde der Ruf auf einem Protest gegen die Impfpflicht für Lehrkräfte in New York City skandiert.
Aus dem Interview der NBC-Reporterin Kelli Stavast mit NASCAR-Fahrer Brandon Brown Anfang Oktober 2021 war der Euphemismus Let’s Go Brandon hervorgegangen. Während des Interviews schallte der Schlachtruf „Fuck Joe Biden!“ lautstark von den Rängen. Die Reporterin machte aus den Schmährufen der Zuschauer gegen den US-Präsidenten den Anfeuerungsruf „Let’s Go Brandon!“. Anhänger von Donald Trump meinten, die Reporterin habe sich nicht verhört, sondern den Schlachtruf absichtlich falsch ausgesprochen, um die „Anti-Biden-Stimmung“ zu vertuschen. Donald Trump und seine Anhänger sahen darin Fake News, um den mehrheitlichen Willen des Volkes zugunsten einer linken Agenda zu verschweigen. Durch soziale Netzwerke und konservative Sender wie Fox News verbreitete sich der Euphemismus unter Trump-Anhängern und wurde zu einem Internet-Meme.
Der Politikwissenschaftler Stanley Renshon interpretierte den Erfolg des politischen Schlagwortes im Zusammenhang mit einem sinkenden Glauben an die Institutionen:

“Biden is running up against what people see, and they are saying: ‘Look. My eyes tell me one thing, and you are telling me I ought to believe something else.’”

„Biden hat damit zu kämpfen, was die Leute sehen. Sie sagen: ‚Schau, ich sehe hier das eine, und ihr erzählt mir, ich solle etwas anderes glauben.‘“

Vertrauen sei für Institutionen essenziell. „Let’s Go Brandon!“ stelle nur die Spitze des Eisberges von dessen Verlust dar.

## Verwendung

### Politik
Der Republikaner Bill Posey aus Florida beendete seine Rede im Repräsentantenhaus mit den drei Worten „Let’s Go Brandon!“, der Abgeordnete Jeff Duncan aus dem Bundesstaat South Carolina trug den Schriftzug auf seiner Gesichtsmaske und der Senator Ted Cruz, der 2016 als aussichtsreicher Präsidentschaftskandidat galt, posierte mit einem „Let’s Go Brandon“-Schild bei einem Baseballspiel. Auch der Gouverneur von Florida Ron DeSantis nutzte den Slogan, um das Publikum bei einer Rede anzuheizen. Die Kongressabgeordnete Lauren Boebert twitterte gar ein Bild, das sie in einem Kleid mit dem Aufdruck des Slogans beim Treffen mit Donald Trump zeigt.

### Musik
Zeitweise schafften es vier „Let’s Go Brandon“-Songs, die Plätze eins bis vier der amerikanischen iTunes-Charts zur selben Zeit zu belegen.

### Sonstiges
Auch außerhalb vom politischen Parkett, den Sportevents und Demonstrationen war der Slogan im Herbst 2021 populär. Er war zudem sowohl millionenfach im Internet als auch in Restaurants, Bars, beim Einkaufsbummel und an sonstigen öffentlichen Orten zu hören und zu lesen. Auf einem Flug der Southwest Airlines verabschiedete ein Pilot die Passagiere mit den Worten „Let’s Go Brandon“, worauf sich die Fluglinie zu einer öffentlichen Entschuldigung gezwungen sah.

## Nutzen und Wirkung
Der Euphemismus „Let’s Go Brandon“ dient als Erkennungszeichen für Anhänger von Donald Trump bzw. Gegner von Joe Biden. Er bietet somit die Möglichkeit, Präsident Biden in der Öffentlichkeit zu beleidigen. Das ermöglicht es republikanischen Politikern, sich mit der eigenen Basis zu solidarisieren, ohne gesellschaftliche Konventionen zu verletzen. Der Geschichtsprofessor Mathew Demot vom Dartmouth College in New Hampshire sieht die Gründe für die Popularität des Euphemismus darin, dass die Leute ihre Verachtung auf eine witzige Art ausdrücken können. Andere Quellen machen den Erfolg des Euphemismus an der mageren Erfolgsbilanz der Biden-Administration fest (unter anderem der chaotische Afghanistan-Abzug, Lieferkettenprobleme und Inflation). Darüber hinaus lässt sich der Euphemismus auch sehr gut für den Verkauf von Merchandise-Artikeln nutzen. So verkauft die Kampagne des 45. US-Präsidenten Donald J. Trump Shirts mit diesem Aufdruck für 45 US-Dollar. Darüber hinaus werden auf Amazon beispielsweise Notizblöcke, Sticker und Flaggen mit dieser Aufschrift angeboten. Kritiker befürchten, dass der Euphemismus eine steigende Radikalisierung der Konservativen in den USA zur Folge hat und die Spaltung in der Gesellschaft vorantreibt.

### „Dark Brandon“
Nachdem Joe Bidens Administration im Sommer 2022 mehrere politische Erfolge verzeichnen konnte (unter anderem Inkrafttreten des Inflation Reduction Act, Tötung von Aiman az-Zawahiri, steigende Umfragewerte im Vorfeld der Midterm-Wahlen), verbreiteten sich zunehmend Internet-Memes, die auf „Let’s Go Brandon“ anspielen. Biden wird hierbei scherzhaft als übermächtige, sämtliche Probleme aus dem Weg räumende Figur namens „Dark Brandon“ (Anspielung auf The Dark Knight) karikiert. Biden selbst machte im April 2023 beim White House Correspondents’ Dinner eine selbstironische Anspielung auf das „Dark Brandon“-Meme.